# 索郎尼马
索郎尼马（藏語：བསོད་ནམས་ཉི་མ，威利转写：bsod nams nyi ma，1985年7月4日—），四川省甘孜藏族自治州人，康巴藏族。中国大陆演员、模特。

## 简历
康巴藏族，青年演员、模特。2006年首次在胡雪桦导演的电影《喜马拉雅王子》中崭露头角，饰演青年克劳盎。而后作为平面模特，曾与陈准、冯海、陈曼等著名摄影师合作，拍摄杂志《服饰与美容》、《男人装》封面，拍摄《时尚芭莎》、时尚先生、时尚健康杂志等，代言过鄂尔多斯，DIESEL,耐克，M-graph等品牌。2010年考入上海戏剧学院表演本科班深造学习，又参演了爱情疗伤系电影《爱别离》，万玛才旦指导的电影《五彩神箭》。

## 作品

### 電影
| 拍摄时间 | 片名            | 角色       | 合作导演 | 備註   |
| -------- | --------------- | ---------- | -------- | ------ |
| 2006年   | 喜玛拉雅王子    | 青年克劳盎 | 胡雪樺   | 男配角 |
| 2010年   | SUN/索郎尼马    | 索郎尼马   | 沧海     | 男主角 |
| 2013年   | 爱别离-童话九寨 | 多吉       |          | 男主角 |
| 2013年   | 五彩神箭        |            | 万玛才旦 | 男配角 |

### 代言
- M-graph
- 耐克
- DIESEL
- 鄂尔多斯

### 纪事

#### 2006年
- 参演胡雪桦指导的电影《喜马拉雅王子》

#### 2010年
- 考入上海戏剧学院表演本科班

#### 2013年
- 参演电影《爱别离》童话九寨单元，饰演藏族导游多吉
- 参演万玛才旦执导的电影《五彩神箭》